# Jean-Claude Pascal

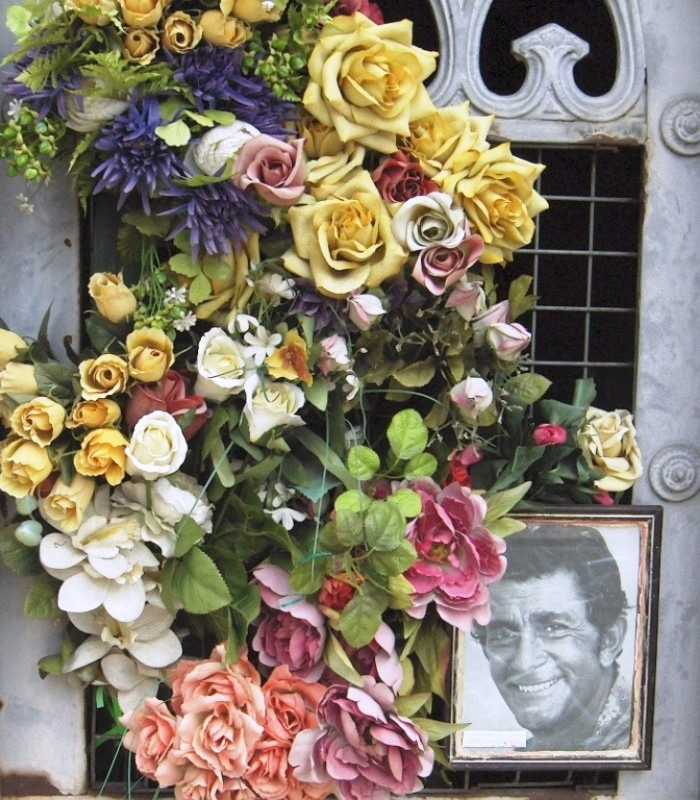
Gravvården över Jean-Claude Pascal på Cimetière du Montparnasse.

Jean-Claude Pascal, född 24 oktober 1927 i Paris, Frankrike som Jean-Claude Villeminot, död 5 maj 1992 var en fransk sångare och skådespelare.
Han vann år 1961 Eurovision Song Contest tävlande för Luxemburg med låten Nous les amoureux (sv: Vi, de kära) med musik komponerad av Jacques Datin och text av Maurice Vidalin. Han ställde även upp år 1981 med låten C'est peut-être pas l'Amérique (Det är kanske inte Amerika), men slutade då på elfte plats.

## Filmografi
- Un grand patron
- Quattro rose rosse
- Ils étaient cinq
- Le Jugement de Dieu
- Le Plus heureux des hommes
- Le Rideau cramoisi
- La Forêt de l'adieu
- Un caprice de Caroline chérie
- Alerte au sud
- La Rage au corps
- Les Enfants de l'amour
- Le Coeur frivole ou La galante comédie
- Le Chevalier de la nuit
- Si Versailles m'était conté
- Le Grand jeu
- I Tre ladri
- Les Mauvaises rencontres
- Le Fils de Caroline chérie
- Milord l'Arsouille
- La Châtelaine du Liban
- Le Salaire du péché
- Las Lavanderas de Portugal
- Guinguette
- Pêcheur d'Islande
- Le Fric
- Die Schöne Lügnerin
- Préméditation
- Les Arrivistes
- La Encrucijada
- Le Rendez-vous
- La Salamandre d'or
- Vol 272
- Poppies Are Also Flowers
- Comment ne pas épouser un milliardaire
- Las 4 bodas de Marisol
- Indomptable Angélique
- Angélique et le sultan
- Unter den Dächern von St. Pauli
- Au théâtre ce soir: Les Français à Moscou
- Le Temps de vivre, le temps d'aimer
- Le Chirurgien de Saint-Chad
- Liebe läßt alle Blumen blühen
- Au théâtre ce soir: Adieu Prudence